# Вессель, Хелене
Хелене Вессель (нем. Helene Wessel; род. 6 июля 1898) — немецкий политик. С октября 1949 года по январь 1952 года была председателем Центристской партии и одним из основателей «Общегерманской народной партии» (англ. All-German People's Party), которая в конечном итоге вступила в число Социал-демократических партий Германии. Её избрали в «Parlamentarischer Rat» (западногерманский учредительное собрание в Бонне) со сторона западногерманской конституционной конвенции.

## Ранняя жизнь
Родилась 6 июля 1898 года в городе Хёрд (ныне Дортмунд). Она была младшей из 4х детей чиновников рейхсбана Генри Вессель и его жены Хелен Вессель, родившейся в Линце. Её родители находились под сильным влиянием их католической веры, её отец был членом Немецкой Центристской партии. Он умер в 1905 году из-за несчастного случая.
Она закончила обучение коммерции в ноябре 1915 года и устроилась на работу секретарём в офис Центрального партийного ордена. В марте 1923 года она пошла на однолетний курс в Государственной школе благосостояния в Мюнстере по социальному обеспечению. С 1919 года она стала участником Центральной партии и была избрана в мае 1928 года в прусском парламенте. С октября 1929 года она начала работать в «Берлинской академии немецкой социальной и образовательной женской работы», обучая выпускников-социальных работников.

## Политическая карьера
После Второй мировой войны она снова стала политически активной. В 1949 году она была одной из представителей центральной части в Бундестаге, а также была избрана председателем партии, первой женщиной, когда-либо возглавлявшей немецкую партию.